# Cryptostemma pusillimum
Cryptostemma pusillimum är en insektsart som först beskrevs av J. Sahlberg 1870.  Cryptostemma pusillimum ingår i släktet Cryptostemma, och familjen pysslingskinnbaggar. Arten är reproducerande i Sverige.